# یاران (فیلم ۱۹۱۷)
یاران (انگلیسی: Pardners) یک فیلم صامت گمشده است که در سال ۱۹۱۷ منتشر شد و امروزه یک فیلم گمشده محسوب می‌شود. از بازیگران آن می‌توان به شارلوت واکر و ریچارد تاکر اشاره کرد.